# Sceriffo

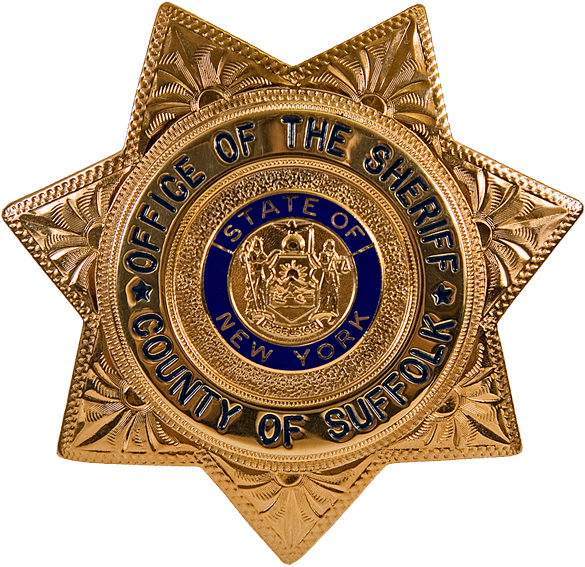
La stella da sceriffo della Contea di Suffolk, New York

Il termine sceriffo indica, nei sistemi di common law, sia un funzionario di polizia locale che anche la carica pubblica, politica, legale o anche di fatto e la persona che detiene tale incarico.

## Storia
Il termine sceriffo deriverebbe dall'antica carica di shire reeve; infatti nell'Inghilterra medievale dopo l'invasione anglosassone della Britannia il reeve era un funzionario nominato dal re per essere responsabile degli affari pubblici delle località.
Un alto funzionario, lo shire-reeve era il rappresentante dell'autorità reale in uno shire o contea. L'incarico di sceriffo venne mantenuto dopo la conquista normanna, dove veniva denominato visconte.

## Nel mondo

### Australia
La figura esiste in molti Stati e territori dell'Australia, seppur con diversa regolamentazione e mansioni, ma esercita generalmente attività di supporto agli organi giurisdizionali dello Stato.

### Canada
Operano nella maggior parte delle province e territori del Canada, e si occupano principalmente di servizi come la sicurezza durante un processo tribunale e il trasferimento del prigioniero, e dell'esecuzione di sentenze in materia civile e non di mantenimento della sicurezza e dell'ordine pubblico.
Nei territori ove non siano costituiti, è la Royal Canadian Mounted Police a esercitare tali funzioni.

### Regno Unito
In Inghilterra e Galles vi è una figura simile, il Police and crime commissioner, istituito nel 2012 ed eletto tramite voto popolare ogni 4 anni. La Scozia, l'Irlanda del Nord e le aree metropolitane di Londra e Manchester hanno invece scelto un'amministrazione differente ed autonoma.

#### Londra
Nella città di Londra, la posizione di sceriffo è quella di uno dei funzionari della Corporazione della Città di Londra. Ne vengono eletti due ogni anno dai liverymen della Città, per assistere il Lord Mayor, assistere alla Central Criminal Court, e presentare petizioni al Parlamento. Tipicamente uno dei due è un Aldermanno, mentre l'altro no. Lo sceriffo aldermanico è quello che ha buone possibilità di divenire in breve tempo un Lord Mayor.

#### Scozia
In Scozia uno sceriffo è un giudice del tribunale di secondo grado, chiamato corte dello sceriffo. Lo sceriffo è un giudice professionista, in confronto alle Corte Distrettuale scozzese o alle corti inferiori inglesi, che sono presiedute da magistrati. La corte dello sceriffo è la corte di prima istanza per i casi civili e penali. I poteri di giudizio della corte sono limitati, quindi i crimini gravi (stupro, omicidio, ecc.), complessi o di alto valore civile, sono gestiti dall'Alta Corte di Giustizia (per i processi penali) o dalla Corte di Sessione (per quelli civili).
Ci sono sei "sceriffati" in Scozia, ognuno con uno Sceriffo Principale. Sotto ogni "sceriffato" ci sono i distretti degli sceriffi, ognuno dei quali ha un tribunale presieduto da uno sceriffo. Gli sceriffi sono in genere avvocati o procuratori con molti anni di esperienza legale. Fino in tempi recenti essi erano nominati dallo Scottish Executive (su consiglio del Lord Advocate). Comunque, lo Scotland Act 1998, ha introdotto la Convenzione europea per la salvaguardia dei diritti dell'uomo e delle libertà fondamentali nella Scots Law. Una susseguente sfida legale all'imparzialità degli sceriffi, basata su quanto previsto dalla convenzione, ha portato all'istituzione della Judicial Appointments Board for Scotland. Questa ora fa le raccomandazioni al Primo ministro della Scozia, che nomina tutti gli incarichi giudiziari in Scozia a eccezione di quelli delle Corti Distrettuali. Le nomine vengono poi presentate al Primo Ministro del Regno Unito, che a sua volta le raccomanda alla Regina.

### Stati Uniti d'America
Negli Stati Uniti d'America lo sceriffo è un funzionario di polizia responsabile dell'applicazione della legge in una contea. La carica è solitamente attribuita per elezione da parte dei cittadini, secondo una tradizione tipicamente statunitense. Nella maggioranza delle Contee degli Stati Uniti d'America l'età minima per diventare sceriffo è 21 anni, ma alcune hanno invece soglie più basse: ad esempio la Contea di Orange, in Florida, richiede agli aspiranti sceriffi di avere almeno 20 anni, mentre nella contea di Broward, sempre in Florida, bastano 19 anni.
I funzionari che lavorano nell'ufficio dallo sceriffo, alle sue dipendenze, hanno il titolo di "vice sceriffo" (deputy sheriff). Essi sono nominati direttamente dallo sceriffo ed espletano le sue stesse funzioni; possono essere suddivisi in general deputies e special deputies. La relazione tra sceriffo e altre forze di polizia varia a seconda dello stato e, all'interno di alcuni stati, anche da contea a contea. In alcune contee lo sceriffo può essere la figura più importante, in altre invece fa poco più che amministrare la prigione della contea, provvedere al trasporto dei prigionieri e provvedere al servizio di sicurezza per il tribunale della contea.
In molte giurisdizioni statunitensi, lo sceriffo provvede anche alla notifica degli atti giudiziari e ai mandati di comparizione emanati dai tribunali dello Stato. Spesso lo sceriffo inoltre conduce le vendite all'asta dei terreni in preclusione, e ha sovente il potere di eseguire la confisca dei beni personali che vengono requisiti in esecuzione di una sentenza. Inoltre in base al principio legale del Posse comitatus lo sceriffo di una contea può arruolare qualsiasi individuo maschile, fisicamente abile ed in maggiore età, per assisterlo nel mantenimento dell'ordine pubblico nell'inseguimento e arresto di un criminale.
Il Connecticut ha abolito gli sceriffi con un referendum popolare nel 2002. Le Hawaii hanno lo "Sceriffo delle Hawaii", che fa parte del Dipartimento di Pubblica Sicurezza delle Hawaii.

### Sudafrica
Nel Sudafrica sono pubblici ufficiali al servizio delle corti di giustizia le quali si avvalgono di essi per eseguire provvedimenti ad esecuzione forzata. La loro attività è regolata dalla legge 90/1986.

## Sceriffi famosi
Lo Sceriffo di Nottingham della leggenda di Robin Hood (co-protagonista dell'omonimo romanzo di Alexandre Dumas padre e dell'omonima ballata inglese) è uno degli sceriffi più famosi.
La figura dello sceriffo è presente in molti film western, considerata come difensore della legge contro malviventi particolarmente prepotenti e violenti, dove si rende protagonista di azioni per lo più eroiche e nobili.

### Sceriffi americani
- Bat Masterson - Contea di Ford, nel Kansas;
- Daniel Boone - Contea di Fayette, nel Kentucky;
- Dave Reichert - Contea di King, nello stato di Washington, diede la caccia al Green River Killer e nel 2004 fu eletto al Congresso degli Stati Uniti d'America;
- Grover Cleveland - Contea di Erie, nello stato di New York, 22º e 24º Presidente degli Stati Uniti d'America;
- Joe Arpaio – Contea di Maricopa, Arizona, lo "sceriffo più duro d'America", famoso per aver sostenuto che il certificato di nascita del presidente degli Stati Uniti d'America Barack Obama fosse falso[1] e per le sue posizioni dure nei confronti dell'immigrazione;
- Lawrence Rainey - Contea di Neshoba, Mississippi, coinvolto nell'assassinio degli attivisti per i diritti civili del Mississippi;
- Pat Garrett - contea di Lincoln, nel Nuovo Messico, famoso per aver ucciso Billy the Kid;
- Seth Bullock - Deadwood, nel Dakota del Sud;
- Steven Seagal – attore e vice sceriffo ausiliario in Louisiana e Arizona;
- Theodore Roosevelt - vice sceriffo di Medora, nel Dakota del Nord, prima di diventare 26º Presidente degli Stati Uniti d'America;
- Wyatt Earp - leggendario sceriffo di Dodge City (Kansas), la cui figura ha ispirato numerosi registi cinematografici.